# James H. Johnson
James H. Johnson (n. 1874 – d. 15 noiembrie 1921, Greater London, Anglia, Regatul Unit al Marii Britanii și Irlandei) a fost un patinator artistic ce a reprezentat Regatul Unit al Marii Britanii și al Irlandei de Nord, medaliat olimpic. A participat la o ediție a Jocurilor Olimpice (1908) în care a câștigat o medalie de argint.

## Participări
Lista de mai jos prezintă principalele competiții la care a participat James H. Johnson de-a lungul carierei.
- figure skating at the 1908 Summer Olympics – pairs[*]